# 葱善
葱善（ねぎぜん）は、1885年（明治18年）創業の葱問屋。浅草で千住葱を始めネギ全般、山葵、辛味大根などを取り扱っている。「浅草葱善」の表記もある。

## 概要
現在、浅草葱善四代目が代表。千住葱、江戸千住葱などの長葱を主体として販売する株式会社。
2009年より、毎年浅草神社に千住葱を奉納している。
『江戸東京きらりプロジェクト』の令和3年度のモデル事業として、「『江戸千住葱』のもつストーリーや食文化の歴史、新しい食の価値を消費者へ発信」が選定される。

## 歴史
- 2008年（平成20年）から江戸千住葱の栽培を本格的に始める。